# Cantón de Châteldon
El cantón de Châteldon era una división administrativa francesa, que estaba situada en el departamento de Puy-de-Dôme y la región de Auvernia.

## Composición
El cantón estaba formado por seis comunas:
- Châteldon
- Lachaux
- Noalhat
- Paslières
- Puy-Guillaume
- Ris

## Supresión del cantón de Châteldon
En aplicación del Decreto n.º 2014-210 de 21 de febrero de 2014, el cantón de Châteldon fue suprimido el 22 de marzo de 2015 y sus 6 comunas pasaron a formar parte del nuevo cantón de Maringues.